# Kněžice zelená
Kněžice zelená (Palomena viridissima) patří do čeledě kněžicovití (Pentatomidae).

## Synonyma
- Palomena amplificata Distant, 1880
- Palomena rubicunda Westhoff, 1884
- Palomena simulans Puton, 1881
- Pentatoma rotundicollis Westwood, 1837

## Popis
Kněžice zelené jsou od 11 do 14 mm dlouhé. Zbarvené jsou světle zeleně, až olivově hnědě, často s fialovým leskem. Po přezimování jsou znovu zelené. Její hlavová deska je zakřivená na předním okraji navenek konvexně. To odlišuje tento druh od podobné kněžice trávozelené (Palomena prasina), jejíž hrana je konkávně zakřivená směrem dovnitř. U obou druhů má štítek (scutellum) stejnou barvu, jako je barva těla. Druhý článek tykadla je u kněžice zelené 1,6–2krát větší než třetí; u kněžice trávozelené jsou tyto dva členy přibližně stejně dlouhé.

## Areál rozšíření
Tento druh je rozšířený v Evropě, s výjimkou britských ostrovů a severu Skandinávie. Na východ je rozšířena až do Střední Asie. V Německu se vyskytuje hlavně na jihu, je však mnohem vzácnější než kněžice trávozelená. Na severu Německa se vyskytuje jen sporadicky.

## Životní cyklus
Stejně jako kněžice trávozelená kolonizuje mnoho různých stanovišť. Ale především se nalézají v bylinném patře a zřídka na listnatých stromech. Stejně jako kněžice trávozelená žije polyfágně na různých rostlinách a má každoročně jednu generaci.

## Zajímavosti
- Při ohrožení vylučuje páchnoucí tekutinu – u citlivých osob vyvolává alergickou reakci.[zdroj?]